# Jane Thornton
Jane Thornton   (Fredericton, 9 de juliol de 1978) és una remadora i defensora internacional de l'activitat física canadenca. Va aconseguir la medalla d'or als Campionats del món de rem de 2006 en la categoria sense coixins per parelles, juntament amb Darcy Marquardt. També va quedar en quarta posició als Jocs Olímpics de 2008, disputats a Pequín, en la categoria de vuit amb timoner, juntament amb Ashley Brzozowicz, Darcy Marquardt, Buffy Williams, Sarah Bonikowsky, Romina Stefancic, Andréanne Morin, Heather Mandoli i la patrona Lesley Allison Thompson-Willie.